# House of Esports
House of Esports è stato un programma televisivo italiano dedicato al mondo degli sport elettronici, andato in onda sull'emittente DMAX tra il 2019 e il 2020.
Il programma, condotto da Daniele Bossari e Sara Stefanizzi, presentava ad ogni episodio esponenti del mondo dei videogiochi.

## Stagioni
| Stagione | Date                             | Episodi | Conduttori                        |
| -------- | -------------------------------- | ------- | --------------------------------- |
| 1ª       | 2 marzo 2019 – 13 luglio 2019    | 5       | Daniele Bossari e Sara Stefanizzi |
| 2ª       | 21 dicembre 2019 – 8 agosto 2020 | 12      | Daniele Bossari e Sara Stefanizzi |

## Episodi

### Prima stagione
| Episodio | Data           | Ospiti                                      |
| -------- | -------------- | ------------------------------------------- |
| 1°       | 2 marzo 2019   | Rampage In The Box, Hal                     |
| 1°       | 3 marzo 2019   | Rampage In The Box, Hal                     |
| 2°       | 1 giugno 2019  | Vasa, Reynor, Massimo Romiti                |
| 3°       | 15 giugno 2019 | Dragon Eddy, Nisa, Rekins                   |
| 4°       | 29 giugno 2019 | Turna, Davdas, Mauro Lucchetta, Leon Chiro  |
| 5°       | 13 luglio 2019 | Sarengo, Paolocannone, Lonny the Wolf, Grax |

### Seconda stagione
| Puntata | Messa in onda    | Ospiti                                                                                                |
| ------- | ---------------- | --- |
| 1°      | 21 dicembre 2019 | Luca Pagano, Pierluigi Pardo, Crazy Fat Gamer, Insa, Grax, Nemos, Beba, Hell Raton                    |
| 2°      | 25 gennaio 2020  | Terenas, Kenrhen, Grax, Nemos, Lonny the Wolf, Teknoyd, Rekins                                        |
| 3°      | 1 febbraio 2020  | Terenas, Kenrhen, Grax, Nemos, Lonny the Wolf, Teknoyd, Zid, CrimiKevin,                              |
| 4°      | 8 febbraio 2020  | Terenas, Kenrhen, Ferakton,Teknoyd, Carnifex, Grax, Nemos, Lonny the Wolf                             |
| 5°      | 15 febbraio 2020 | Terenas, Kenrhen, Teknoyd, Ardi, Grax, Nemos, Lonny the Wolf                                          |
| 6°      | 22 febbraio 2020 | Rampage In The Box, Insa, Terenas, Kenrhen, Riccardo Planamante, Rharesh, Grax, Nemos, Lonny the Wolf |
| 7°      | 29 febbraio 2020 | Teknoyd, Los Amigos, Terenas, Kenrhen, Grax, Nemos, Lonny the Wolf                                    |
| 8°      | 7 marzo 2020     | Grax, Nemos, Lonny the Wolf, Terenas, Kenrhen, Merlo, Timesup                                         |
| 9°      | 14 marzo 2020    | Los Amigos, Piazz, Mobius, Reynor, Vasa, Grax, Nemos, Lonny the Wolf                                  |
| 10°     | 25 luglio 2020   | Teknoyd, Ezektoor                                                                                     |
| 11°     | 1 agosto 2020    | Teknoyd, Ezektoor                                                                                     |
| 12°     | 8 agosto 2020    | |